# (2284) San Juan
(2284) San Juan (1974 TG1) – planetoida z pasa głównego asteroid okrążająca Słońce w ciągu 3,55 lat w średniej odległości 2,33 au. Odkryta 10 października 1974 roku.